# Napobriljant
Napobriljant (Heliodoxa gularis) är en fågel i familjen kolibrier.

## Utseende och läte
Napobriljanten är en 11–12 cm lång kolibri. Näbben är nästan rak och svart. Ovansidan är glänsande grön med ett glittrande grön streck mitt på hjässan och en liten vit fläck bakom ögat. Undersidan är också grönglänsande, med grå buk och vita undre stjärttäckare. Den långa och kluvna stjärten är bronsgrön. På strupen syns en glittrande rosaröd fläck, på hanen mer utbredd än hos honan.
Lätet är ett nasalt "keuw" som upprepas med cirka en ton per sekund under sången, i flykten och under födosök enstaka.

## Utbredning och systematik
Fågeln förekommer i östra Andernas förberg i södra Colombia (Cauca och Putumayo) och i nordöstra Ecuador (västra Sucumbíos och västra Napo). Fynd finns även från nordöstra Peru (Loreto, Amazonas och norra San Martín). Den behandlas som monotypisk, det vill säga att den inte delas in i några underarter. Arten antas vara stannfågel.

## Levnadssätt
Napobriljanten hittas i fuktiga låga bergsskogar på mellan 250 och 1050 meters höjd. Liksom andra kolibrier består födan av nektar, men även insekter. Den har noterats födosöka från blommor av Psittacanthus och andra Loranthaceae. Kunskap om dess häckningsbiologi saknas, annat än ett fynd av en nyligen flygg unge som fortfarande tas hand om av en hona i östra Ecuador i början av november.

## Status och hot
Arten har ett stort utbredningsområde, men tros minska i antal, dock inte tillräckligt kraftigt för att den ska betraktas som hotad. Internationella naturvårdsunionen IUCN listar arten som livskraftig (LC).

## Namn
Napo är en biflod till Amazonfloden som rinner genom Ecuador och norra Peru.